# 末永仁
末永仁（日语：／ Suenaga Megumu，1886年3月15日—1939年12月23日），日本福岡縣人，1905年畢業於大分縣立農學校，1910年渡海來臺擔任嘉義農事試驗場基層技師從事稻米改良，1914年獲磯永吉賞識出任臺中州立農事試驗場主任，1927年升任場長，培植出「台中65號」，被譽為臺灣「蓬萊米之母」。

## 生平

### 早年
末永仁為福岡縣大野城市大城（舊筑紫郡大野村釜蓋）第4代村長末永郁次的長男，1905年自大分縣立農學校（后改名为大分縣立三重農業高校）畢業後立即到福岡縣立農事試驗場工作。23歲時，其長子出生後不久，妻子病歿。

### 赴臺
1910年3月，末永仁前來臺灣於嘉義從事稻米改良研究，同時栽培柑橘、蔬菜、景觀樹苗。1912年自東北帝國大學農科畢業的磯永吉抵臺擔任農業試驗所技手，於1914年至臺中州擔任米質改良技師。磯永吉因賞識末永仁的研究，於同年將末永仁調任至臺中州農業試驗場出任主任。1922年，大規模的日本稻雜交育種已在臺中州農事試驗場進行，多以譜系法選單株。1923年末永仁提出「幼苗插植法」。1924年，末永仁所研發的「龜治」與「神力」米種雜交，於1929年培植出「台中65號」米種。1926年由日本稻「伊予仙石」純系分離選出的耐病性品種「嘉義晚二號」取代「中村」普及全臺。1927年，末永仁擔任臺中州農事試驗場場長。1929年「台中65號」米種問世後，因該種稻米具高產、良質、抗稻熱病、適應性強且「對日照鈍感」等特質，不會提早抽穗，第一、二期作均適合栽培，旋即取代「嘉義晚二號」於竹子湖原種田採種，並推廣至全臺。
1935年，「台中65號」在稻米改良比賽中榮獲第一，逐漸取代秈稻成為臺灣水稻栽培主流，並曾推廣至硫球、尼泊爾、伊朗等地大規模栽培，為早期最重要的蓬萊米品種，是現今臺灣大多數水稻品種的原型。

### 晚年
1937年，末永仁應砂拉越王國國王邀請前去婆羅洲北部的古晉市指導稻作栽植時感染結核病，1939年12月23日病歿於臺中州農業試驗場田間作業中，享年53歲。同年12月27日舉行葬儀式。

## 紀念
1941年，臺中州農事試驗場為末永仁設立紀念胸像以資紀念，該雕像於1944年因戰時需求被徵收，已不復存在。
2012年3月10日，奇美集團總裁許文龍致贈磯永吉與助手末永仁的胸像予國立臺灣大學。

## 外部連結
- 靦腆的育種家─ 蓬萊米之母末永仁 （页面存档备份，存于）